# Superbus
Cet article concerne le groupe de pop française. Pour les autres significations, voir Superbus (homonymie).
Superbus est un groupe français de pop punk formé en 1999 par Jennifer Ayache. La composition de sa formation (une chanteuse à sa tête et des musiciens, à la manière de No Doubt ou Garbage) fait du groupe une exception sur la scène musicale française.
Jennifer Ayache écrit et compose la quasi-intégralité des morceaux de Superbus.
Le nom « Superbus » est choisi par Jennifer Ayache dans un dictionnaire de latin : c'est le cognomen du dernier roi de Rome, qui signifie « orgueilleux », « fier », « superbe ».
Le groupe publie un premier album, Aéromusical, en 2002, suivi de Pop'n'Gum en 2004. C'est avec Wow, leur troisième album, sorti en 2006, que Superbus acquiert une notoriété plus large, grâce notamment aux titres Butterfly et Lola. En 2009 sort Lova Lova, un album concept autour du thème du Crazy Horse.
Dans les années 2010, les sorties d'albums sont plus espacées (Sunset sort en août 2012 et Sixtape en juin 2016) ponctuées par des pauses plus ou moins longues, au cours desquelles les membres du groupe s'adonnent à des projets solos. En 2020, le groupe célèbre ses vingt ans de carrière en organisant une tournée et en sortant un EP, XX.

## Biographie

### Formation et débuts (1999–2001)
Après avoir séjourné six mois aux États-Unis, Jennifer Ayache, rentre en France à la fin de l'année 1999 avec l'envie de monter un groupe pop. Par l'intermédiaire de sa mère, la comédienne et humoriste Chantal Lauby, elle fait la connaissance du guitariste Michel Giovannetti et lui fait écouter ses démos. À eux deux, ils donnent un premier concert le 5 janvier 2000 sur la scène du Réservoir à Paris.
Au cours de l'année 2000, le duo est rejoint par François Even (bassiste), une connaissance de Michel Giovannetti. Pendant un temps, Superbus est accompagné d'un autre guitariste, et d'un batteur, Nicolas Jean. Ces deux derniers membres sont vite remplacés par Patrice Focone, alors guitariste du groupe Cox, rencontré par le groupe dans un local de répétitions, et par Guillaume Rousé, un batteur mis en contact avec le groupe par l'entremise de David Salsedo.
C'est à l'Élysée Montmartre en juin 2001, en première partie de Weezer, que le groupe donne son premier concert dans sa formation complète. Quelques semaines plus tard, ils partent en studio enregistrer leur premier album.

### Aéromusical(2001–2003)
Après avoir démarché les maisons de disques avec une démo de quatre titres enregistrée au studio Run Fast par David Salsedo, Superbus se voit proposer un contrat auprès de Mercury pour enregistrer un premier album. C'est le morceau Tchi-Cum-Bah qui est l'élément déclencheur du contrat, le groupe ayant carte blanche pour le reste du disque.
A l'été 2001, Superbus enregistre l'album au studio du Manoir à Léon dans les Landes. Des prises additionnelles sont réalisées par la suite à Paris au studio Ferber et au studio Gang.
En attendant la sortie de l'album, le groupe continue à assurer des concerts que ce soit dans des festivals (Effervessonne), des premières parties (Stereophonics, à Dijon et Paris en février 2002) ou des concerts en leur nom propre (la Boule Noire).
Le premier single Tchi-Cum-Bah est diffusé en radio dès la fin janvier 2002 et c'est le 26 mars que l'album, intitulé Aéromusical, sort dans les bacs. Il se vend à 100 000 exemplaires.
Superbus se produit en première partie de Sum 41 au Zénith de Paris le 1er septembre 2002 avant de se lancer dans une tournée qui passe entre autres par la Maroquinerie et la Cigale.
La tournée continue au printemps, accompagnée par la sortie d'un nouveau single, Superstar. Lors du concert au Bataclan le 4 juin. La tournée s'achève en juillet par la participation à des festivals d'été, notamment les Solidays.

### Pop'n'Gum(2004–2005)
Six mois après la fin de la tournée Aéromusical, Superbus est de retour en studio pour enregistrer un deuxième album, de nouveau réalisé par David Salsedo. L'enregistrement se déroule en janvier et février 2004 au studio ICP de Bruxelles.
C'est en mai 2004 qu'un premier single, Sunshine, se fait entendre en radio. L'album Pop'n'Gum sort le 1er juin 2004. Pour promouvoir l'album, une première série de concerts est entamée avec une tournée des clubs en juin et juillet 2004. Superbus part ensuite en tournée dans toute la France d'octobre à décembre 2004, porté par le single Radio Song, qui permet au groupe de gagner en notoriété et de vendre pas moins de 40.000 exemplaires de l'album en quelques mois.
Insatisfait par la pochette, le groupe est à l'initiative d'une réédition de l'album, sortie le 14 mars 2005, agrémenté de cinq morceaux supplémentaires : des morceaux inédits (Monday to Sunday, un titre composé pour le film RRRrrrr!!! d'Alain Chabat ; une reprise de Boys Don't Cry de The Cure ; et une version acoustique de Shake, morceau qui concluait les concerts du groupe à l'époque) et des versions acoustiques de Radio Song et Girl. C'est le morceau titre Pop'n'Gum qui fait office de single pour lancer cette réédition. Le groupe est en tournée quasiment sans discontinuer tout au long de l'année 2005, avec un point d'orgue le 13 novembre 2005 lors du premier concert du groupe à l'Olympia.
Le groupe se voit remettre son premier double disque d'or en octobre 2005 et remporte le MTV Europe Music Award du « meilleur groupe français » en novembre 2005.

### Wow(2006–2008)

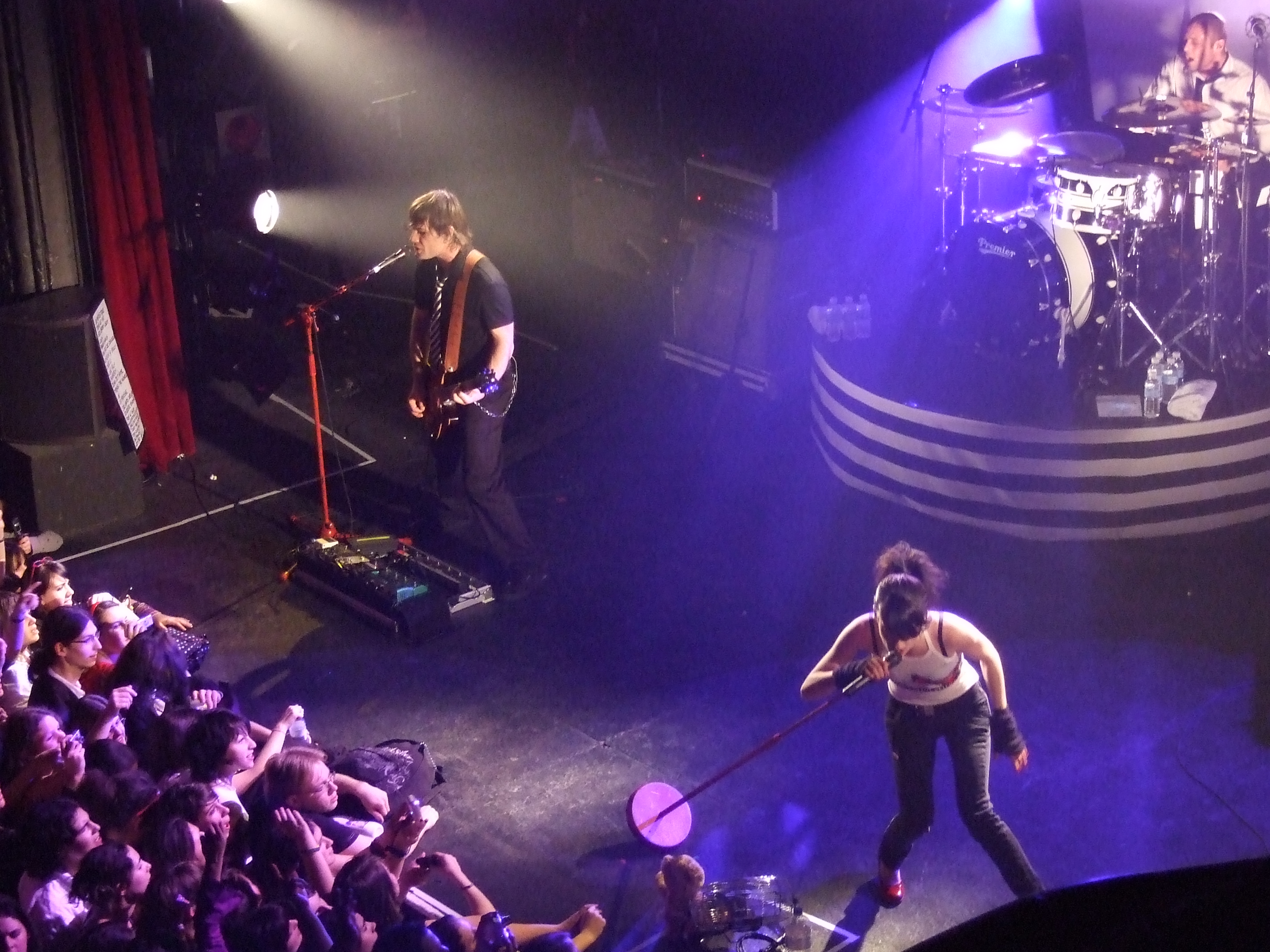
Superbus en concert à la Cigale en 2007.

En mars 2006, Guillaume Rousé quitte le groupe pour rejoindre la formation La Phaze. Il est remplacé par Greg Jacks, ancien batteur de No One Is Innocent, rencontré lors de l'Europe 2 Campus Tour un an auparavant. Il fait sa première apparition publique avec le groupe lors de leur représentation aux Victoires de la musique 2006, alors qu'ils sont nommés dans la catégorie « Groupe ou artiste révélation du public ».
Après un mois de répétition à Paris, Superbus part enregistrer au studio ICP de Bruxelles dès mai 2006, le groupe s'occupe lui- même de la production, assisté d'un ingénieur du son : Djoum.
Butterfly, diffusé en radio dès la fin du mois de juillet, est le premier single officiel.
Après avoir présenté deux nouveaux titres en acoustiques, Ça mousse et Lola, en septembre sur le Mouv', l'album Wow sort le 16 octobre 2006. De la même manière que pour l'album précédent, le disque est promu par une tournée des clubs à l'automne 2006.
En décembre 2006, après l’avoir longtemps fustigée, Superbus participe à l'émission Star Academy en interprétant Butterfly. À l'image de cette participation, ce titre permet au groupe d'élargir son audience.
Au printemps 2007, le groupe part en tournée et sort un nouveau single, Lola. En mars, Wow est élu « meilleur album pop rock » aux Victoires de la musique 2007 et certifié disque d'or (remis lors du concert à l'Olympia). Le succès du groupe leur permet d'envisager des jauges de concerts plus larges. Ils font ainsi parti des têtes d'affiches de grands festivals à l'été 2007 (Francofolies, Solidays, Musilac). À l'automne 2007, Wow est certifié disque de platine et Superbus se lance dans une première tournée des Zéniths, accompagnée par la sortie du single Travel the World. Cette tournée passe notamment par le Zénith de Paris le 23 novembre 2007, un concert filmé pour les besoins du DVD live du groupe.
Live à Paris est publié le 25 mars 2008, accompagné par la sortie d'un dernier single issu de Wow : Ça mousse. Une édition limitée inclus l'album acoustique Super Acoustique, un live acoustique enregistré le 8 janvier 2008 aux studios ICP à Bruxelles. Le DVD est certifié disque de platine le 25 septembre 2008.

### Lova Lova(2008–2009)

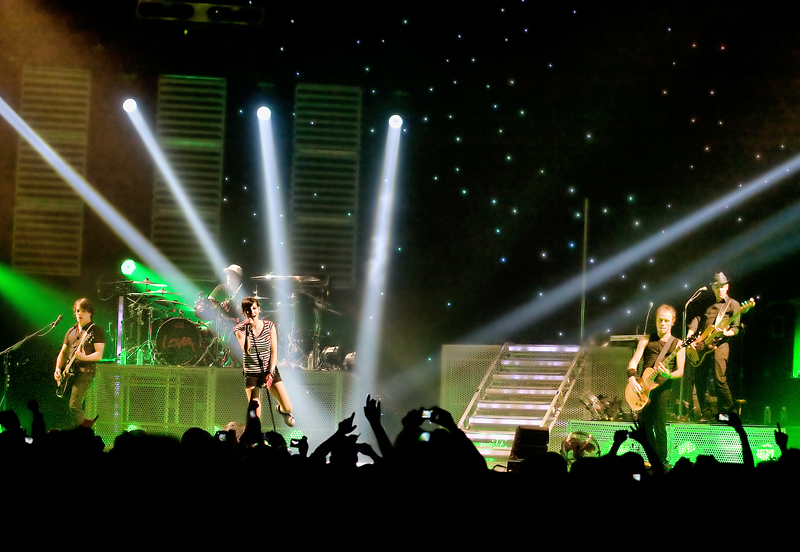
Superbus, en concert à Marseille, en 2009.

Désireux de rester chez eux, après des mois de tournée, le groupe décide d'enregistrer un album à Paris. Comme pour Wow, le groupe est lui même producteur de l'album, accompagné d'un ingénieur du son, Charles De Schutter, déjà présent sur leur tournée précédente. L'enregistrement se déroule au studio Ferber en juillet 2008 puis au studio Acousti en septembre et octobre 2008. Le mixage a eu lieu au mois de novembre au studio Rec'n'Roll en Belgique.N.I.R.O
Un premier single, Addictions, est diffusé en radio dès le mois de novembre 2008. L'album Lova Lova, sort le 9 février 2009.
Au printemps, le groupe sort un nouveau single, Lova Lova, titre co-écrit par Patrice Focone, suivi dans la foulée par Nelly, des titres qui ne rencontrent pas le succès de Butterfly ou Lola.
Une tournée commence le 8 mai 2009 à Port-Barcarès avec neuf dates dans des salles de petites et moyennes affluences, suivies au mois de juin par cinq showcases acoustiques dans des Virgin Megastore. Le groupe participe également à douze festivals au cours de l'été 2009.
Le 27 juillet 2009, Jennifer annonce que le groupe a changé de label. Superbus est désormais chez Polydor. C'est avec cette nouvelle équipe que le groupe prépare une réédition de  Lova Lova, qui sort le 26 octobre 2009, avec une liste des titres modifiée et trois titres bonus : une nouvelle version de Rise, une reprise de Heart of Glass de Blondie (également disponible en numérique depuis juin 2007) ainsi que Nelly (Bedroom Version), une démo améliorée réalisée entièrement par Jennifer dans sa chambre.
C'est le single Apprends-moi qui est chargé de promouvoir cette réédition, ainsi que la tournée des Zéniths et grandes salles se déroulant à l'automne. Cette dernière passe notamment par le Zénith de Paris le 24 novembre 2009. Le groupe joue également son premier concert à Bercy lors du Sunday Start des Masters Series de Paris, le 8 novembre 2009.

### Happy BusDay: The Best of Superbus(2010)

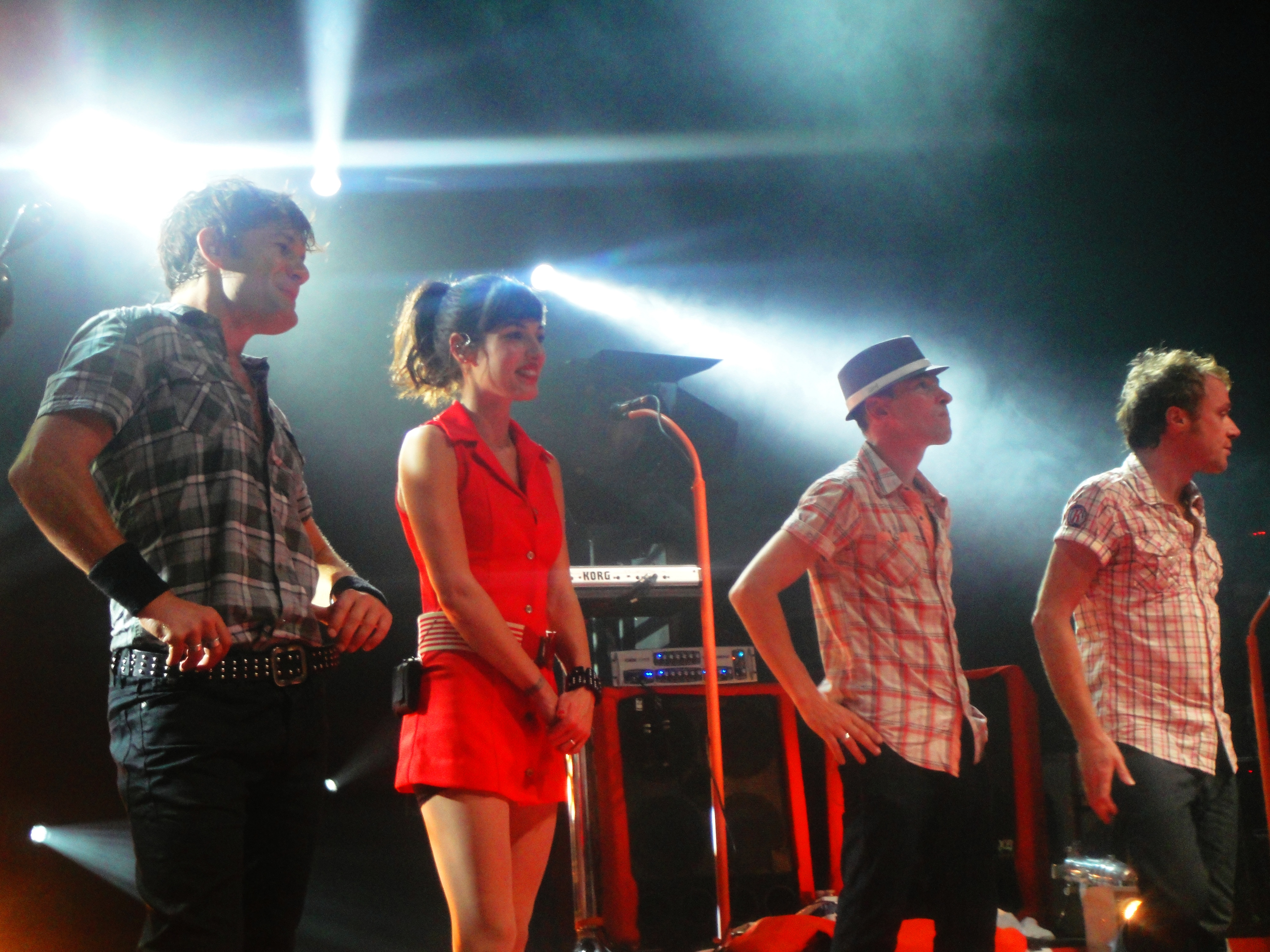
Superbus en concert à la Cigale en 2010

Au début de l'année 2010, le groupe émet le souhait de célébrer son dixième anniversaire.
Ils enregistrent quatre titres inédits (Mes défauts, Eddy, Téléphonie et On s'aime) en mai 2010 au studio ICP à Bruxelles.
Lors de l'été 2010, le groupe repart sur les routes pour la tournée Superbus chantent leurs plus grands succès, portée par le single Mes défauts. La tournée s'achève par deux concerts à la Cigale les 16 et 17 septembre 2010 et par un after-show au Bus Palladium dans la nuit du 17 au 18 septembre 2010.
Le 20 septembre 2010, Superbus sort sa première compilation, intitulée Happy BusDay: The Best of Superbus, qui contient l'intégralité des singles du groupe et les quatre inédits enregistré en mai 2010.

### Sunset(2012–2013)

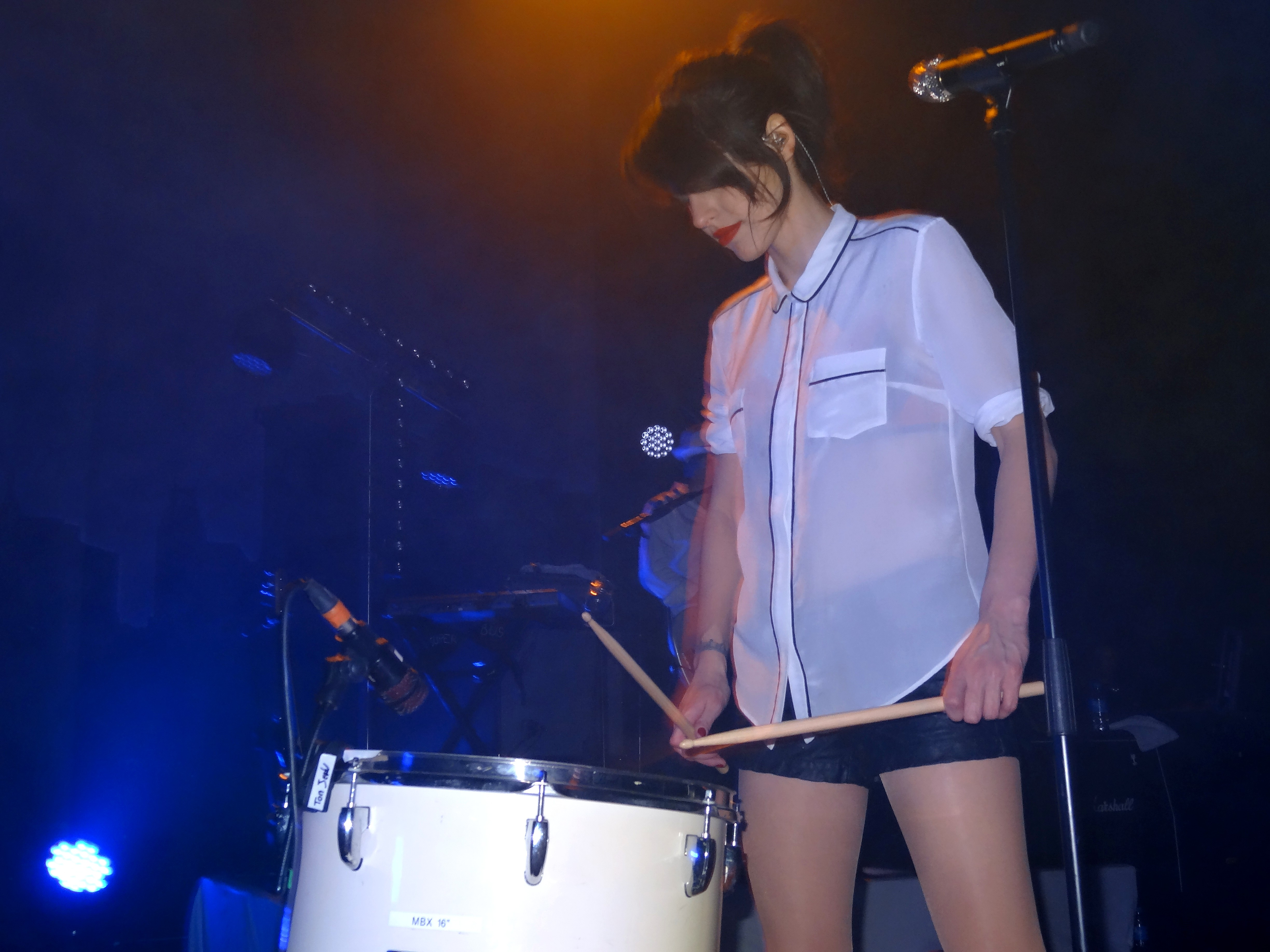
Jenn Ayache à Annemasse en 2013.

Après la promotion d'Happy BusDay, le groupe décide de marquer une pause afin de se consacrer dans l'année 2011 à d'autres projets avant de réaliser son cinquième album. Greg Jacks forme ainsi le groupe The Dukes et Jennifer Ayache crée le projet Wonderama.
La composition et la préparation de l'enregistrement d'un nouvel album se déroulent en fin d'année 2011, dans le local parisien du groupe. L'enregistrement s'effectue en janvier 2012 aux EastWest Studios, à Los Angeles.
C'est le 11 mai que le premier single All Alone est dévoilé en radio. Un deuxième single, À la chaîne sort le 6 août. L'album Sunset sort le 27 août 2012.
Pour promouvoir cet album, Superbus propose en septembre 2012 une série de showcases acoustiques dans trois planétariums, à Paris, Toulouse et Montpellier.
Ils partent en tournée à partir d'octobre 2012. En novembre 2012, ils se produisent à trois reprises en première partie de Garbage aux Pays-Bas (Amsterdam) et en Allemagne (Cologne et Berlin). Le 18 janvier 2013, ils jouent leur premier concert aux États-Unis en se produisant au club The Satellite à Los Angeles. La tournée s'achève le 26 septembre 2013 au French Waves Festival de Berlin.

### Sixtape(2015-2017)
Superbus n'a aucune activité pendant plus d'un an à la suite de la fin de la tournée Sunset. Ainsi, en 2014, tandis que Jennifer Ayache tente une aventure solo et sort son premier album, +001, le 22 septembre 2014, le bassiste François Even monte son projet Mr. Freak de son côté, le guitariste Patrice Focone est engagé pour la tournée française de Julian Perretta et le batteur Greg Jacks reforme son groupe, The Dukes.
Dès le début de l'année 2015, un possible retour de Superbus se dessine, notamment après l'annulation de la tournée solo de Jennifer Ayache. Le 23 avril de cette même année, le groupe se sépare de son batteur Greg Jacks ; le batteur affirme s’être fait renvoyer par la maison de disque et les quatre autres membres invoquent un problème d’emploi du temps depuis qu'il vit aux États-Unis. C'est le batteur Jocelyn Moze qui rejoint provisoirement le groupe après la séparation. Quelques semaines plus tard, ils quittent Universal Music France pour rejoindre le label Warner Music France.

Le 31 août, le groupe annonce qu'ils feront, parallèlement à leur sixième album studio, partie d'un album de reprise du groupe Téléphone, Ça, c'est vraiment nous. Leur reprise d'Un autre monde, premier single de cette compilation, sort le 4 septembre 2015.

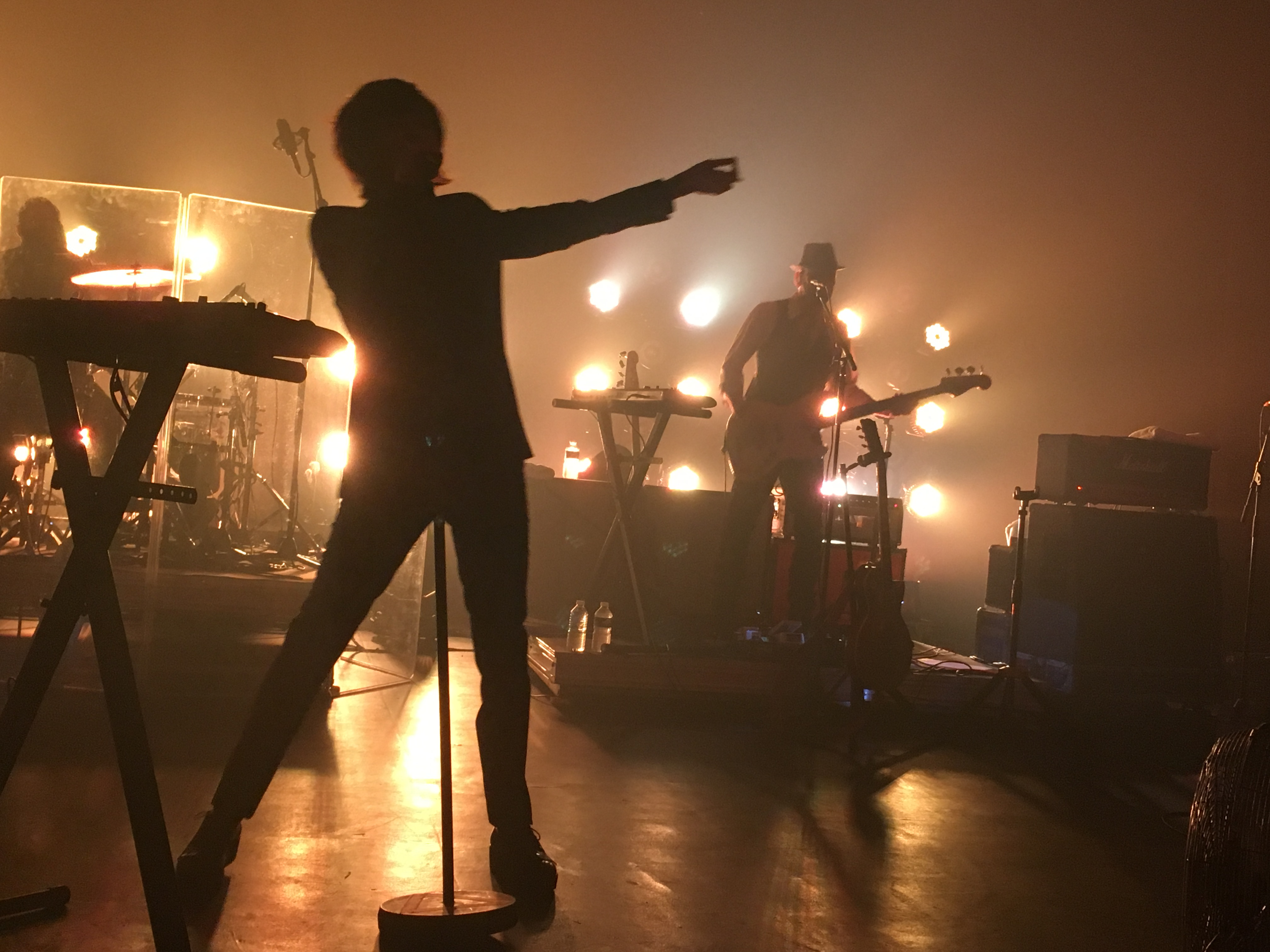
Superbus en concert à La Fare-les-Oliviers en 2017

Le 22 février 2016, le groupe annonce la sortie d'un nouvel album. Le 4 mars, ils en dévoilent le premier single, Strong and Beautiful,.
L'album Sixtape (un jeu de mots entre « six » - pour sixième album - et « sextape ») sort le 3 juin 2016.
Le groupe étrenne son nouvel album sur scène lors de dizaines de showcases au printemps puis lors de deux festivals à l'été 2016, à Nevers pour les 12 h de Magny-cours et à Couzeix pour Lost in Limoges. Pour défendre cet album sur scène, le groupe engage le batteur Romain Bachelard, qui collabore avec de nombreux artistes dont Pascal Obispo et Hélène Ségara.
Le 7 septembre 2016, Superbus annonce un nouveau single, On the river, un titre très furtivement exploité en radio.
Le 6 octobre 2016, le Sixtape tour est lancé. Il passe alors par de nombreuses villes de France, Suisse et Belgique ainsi que de nombreux festivals durant l'été 2017. La tournée s'achève à Deauville le 9 décembre 2017.

### XX(2019-2020)
Quelques mois après la fin de la tournée Sixtape, Jennifer Ayache commence à égrener des extraits de démos de nouvelles chansons sur son compte Instagram.
Le 24 juin 2019, le groupe officialise la réintégration de son batteur Greg Jacks. À la fin de l'année 2019, le groupe enregistre de nouveaux titres, notamment au studio ICP de Bruxelles. Le 3 janvier 2020 sort le single Silencio. L'EP XX, composé de cinq titres, sort le 13 mars 2020.
Le 24 mars 2020, la tournée prévue au printemps est officiellement reportée, en raison de l'épidémie de COVID-19, à l'automne 2020. En octobre 2023, ils sortent un nouveau single Aseptisé. Le 7 février 2025, Superbus publie une reprise de leur titre Lola avec Hoshi et Nicola Sirkis.
Le groupe prévoit la sortie d’un nouvel album nommé OK KO pour juillet 2025 .

## Style musical
Superbus est un groupe de pop rock. En matière de groupes à chanteuses, Jennifer Ayache et ses musiciens citent No Doubt, Gwen Stefani, Garbage, Dolly, Within Temptation ou encore Texas. Leur style musical tend d'abord vers le ska et le punk californien (Aéromusical) mais également la surf music (Pop'n'Gum) influencés par les groupes Sum 41, Blink-182, Weezer, Sublime et Buddy Holly. Pour les albums Wow et Lova Lova, le groupe donne une dimension électropop à ses compositions, alors influencées par les années 1980 et les groupes Blondie ou The Cure. Sunset s'oriente vers des sonorités plus garage et pop rock américaine. Pour Sixtape, ils restent fidèles à leurs influences de toujours en incluant des sonorités plus travaillées inspirées par les groupes The xx ou The Black Keys.
À part dans la scène musicale française, ils ont tenté de faire émerger leurs influences anglo-saxonnes et le concept du groupe à chanteuse. Ils ont eux-mêmes défini leur style comme de la Pop Fiction (en référence au film Pulp Fiction de Quentin Tarantino) ou encore Free Pop.
Pour le côté visuel, le groupe a une source d'inspiration avérée pour les années 1950. Ils ont longtemps cherché une image se rapprochant de l'univers des pin-ups (mis à part pour la première version de l'album Lova Lova), Jennifer Ayache étant une grande fan de ces personnages.

## Membres

### Membres actuels
- Jennifer « Jenn » Ayache - chant, guitare, clavier, tambourin, ukulélé (depuis 1999)
- Patrice « Pat » Focone  - guitare, clavier, chœur, chant (depuis 2000)
- Michel « Mitch » Giovannetti - guitare, chœur (depuis 1999)
- François-Xavier « François » Even - basse, clavier, chœur (depuis 1999)
- Romain Bachelard - batterie, percussions (tournée Sixtape 2016-2017; depuis 2023)

### Membres invités
- Jocelyn Moze - batterie, percussions (seulement sur l'album Sixtape) (2015)
- Tom Daveau - batterie (seulement sur les titres Strong and beautiful, On the river et 4 tourments) (2015)

### Anciens membres
- Nicolas Jean - batterie (2000)
- Guillaume Rousé - batterie (2000-2006)
- Gregory « Greg Jacks » Abitbol - batterie, percussions (2006-2015 ; 2019-2023)

## Discographie
- 2002 : Aéromusical
- 2004 : Pop'n'Gum
- 2006 : Wow
- 2009 : Lova Lova
- 2012 : Sunset
- 2016 : Sixtape
- 2025 : OK KO

## Tournées
| Année(s)  | Nom                                        | Dates | Album soutenu                      |
| --------- | ------------------------------------------ | ----- | ---------------------------------- |
| 2001-2003 | Tournée Aéromusical                        | 30    | Aéromusical                        |
| 2004-2005 | Pop'n'Tour                                 | 57    | Pop'n'Gum                          |
| 2006-2007 | WOW Tour                                   | 75    | Wow                                |
| 2009      | Lova Lova Tour                             | 50    | Lova Lova                          |
| 2010      | Superbus chantent leurs plus grands succès | 11    | Happy BusDay: The Best of Superbus |
| 2012-2013 | Club Sunset Tour                           | 52    | Sunset                             |
| 2016-2017 | SixTape Tour                               | 55    | Sixtape                            |
| 2021-2022 | XX Tour                                    | 23    | XX                                 |